# 尼亚姆茨修道院

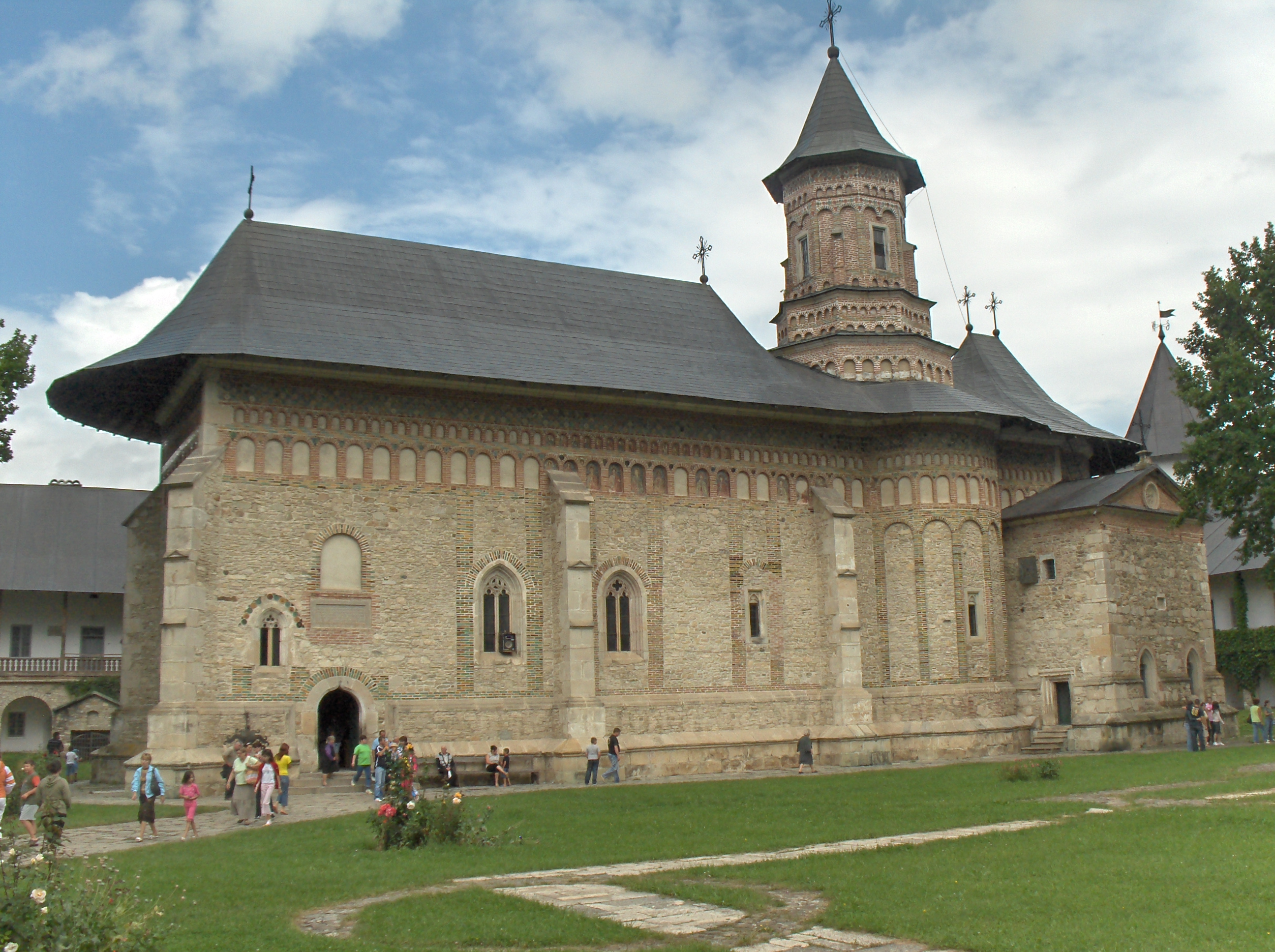

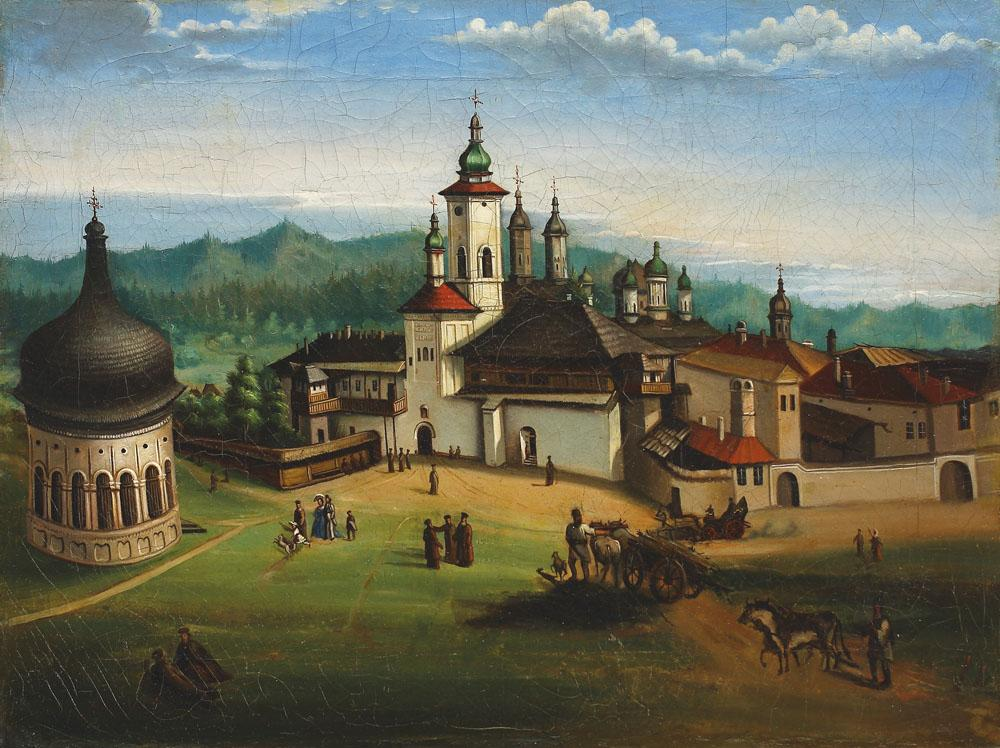

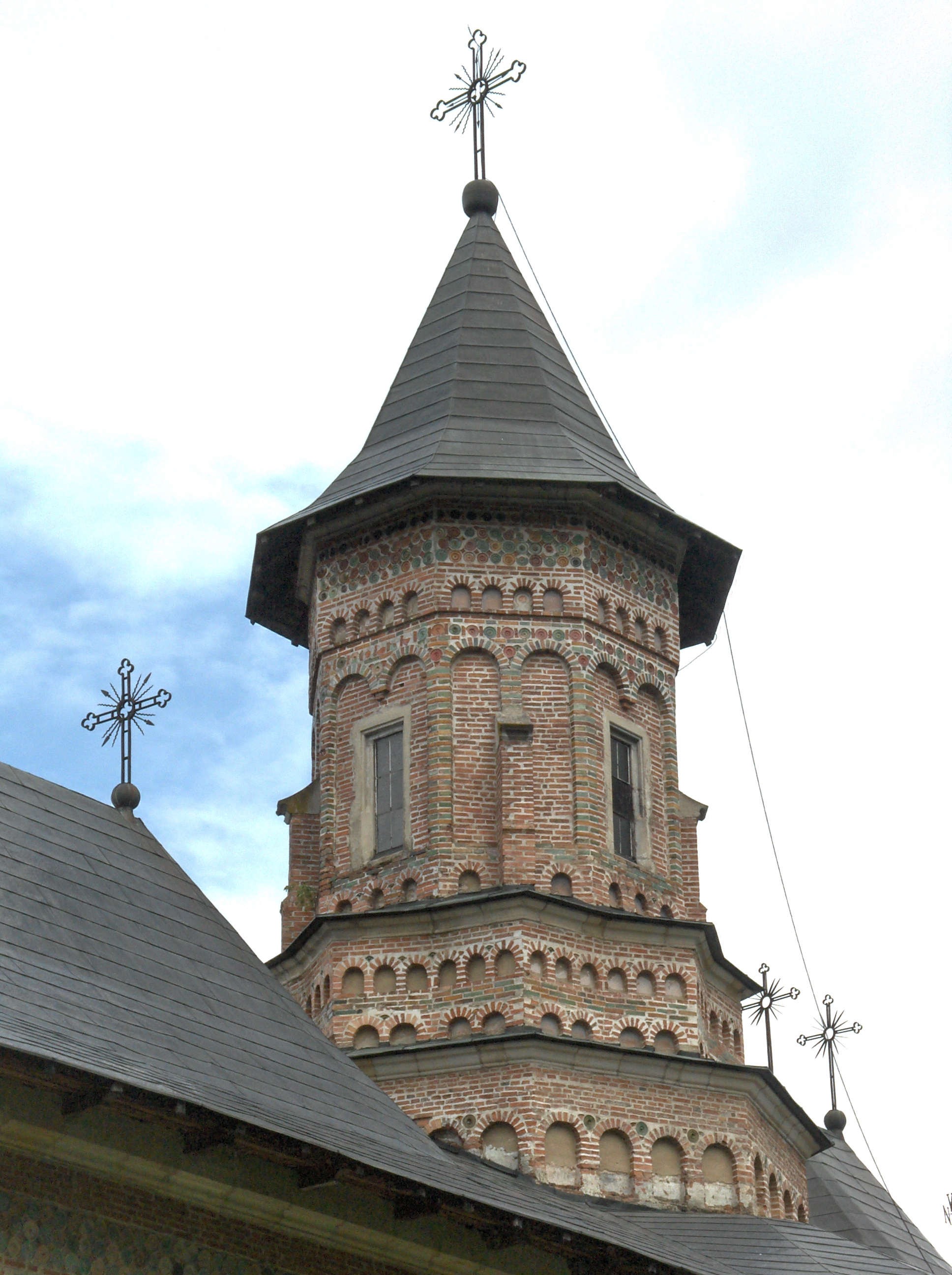

尼亚姆茨修道院（羅馬尼亞語：Mănăstirea Neamț）是一个罗马尼亚正教会的修道院，罗马尼亚最古老和最重要的修道院之一。该修道院位于罗马尼亚东北部尼亚姆茨县，特尔古尼亚姆茨以西10公里。它建于15世纪，是中世纪摩尔多瓦建筑。教堂建于斯特凡三世时期，完成于摩尔多瓦军队战胜波兰国王扬一世·阿尔布雷赫特的1497年。
该修道院表现出成熟的摩尔多瓦建筑风格，色彩细腻，在斯特凡三世时期成熟。教堂的立面体现斯特凡三世时代的装饰特征：哥特式窗户和绿色，黄色和棕色的装饰带。

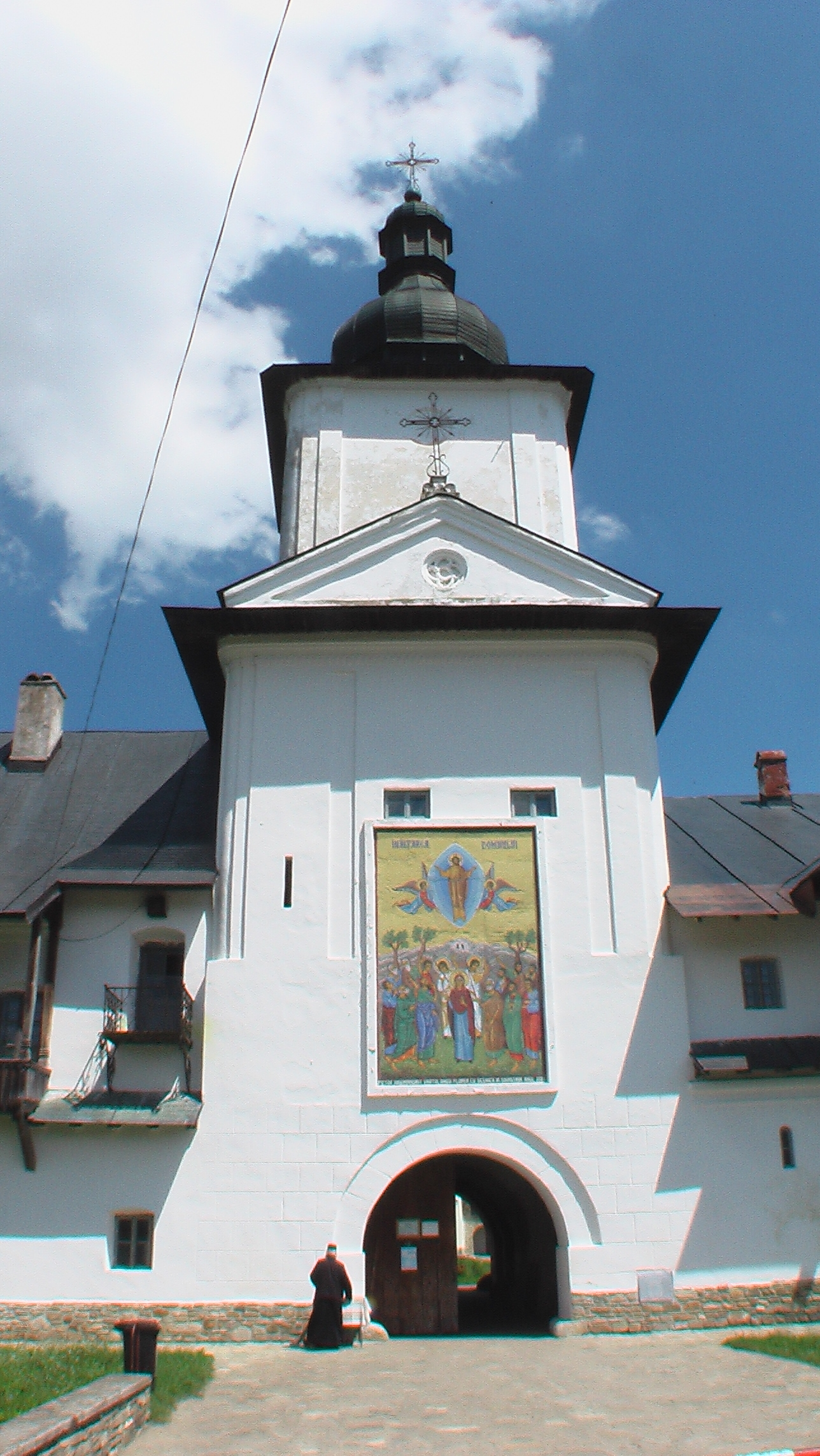
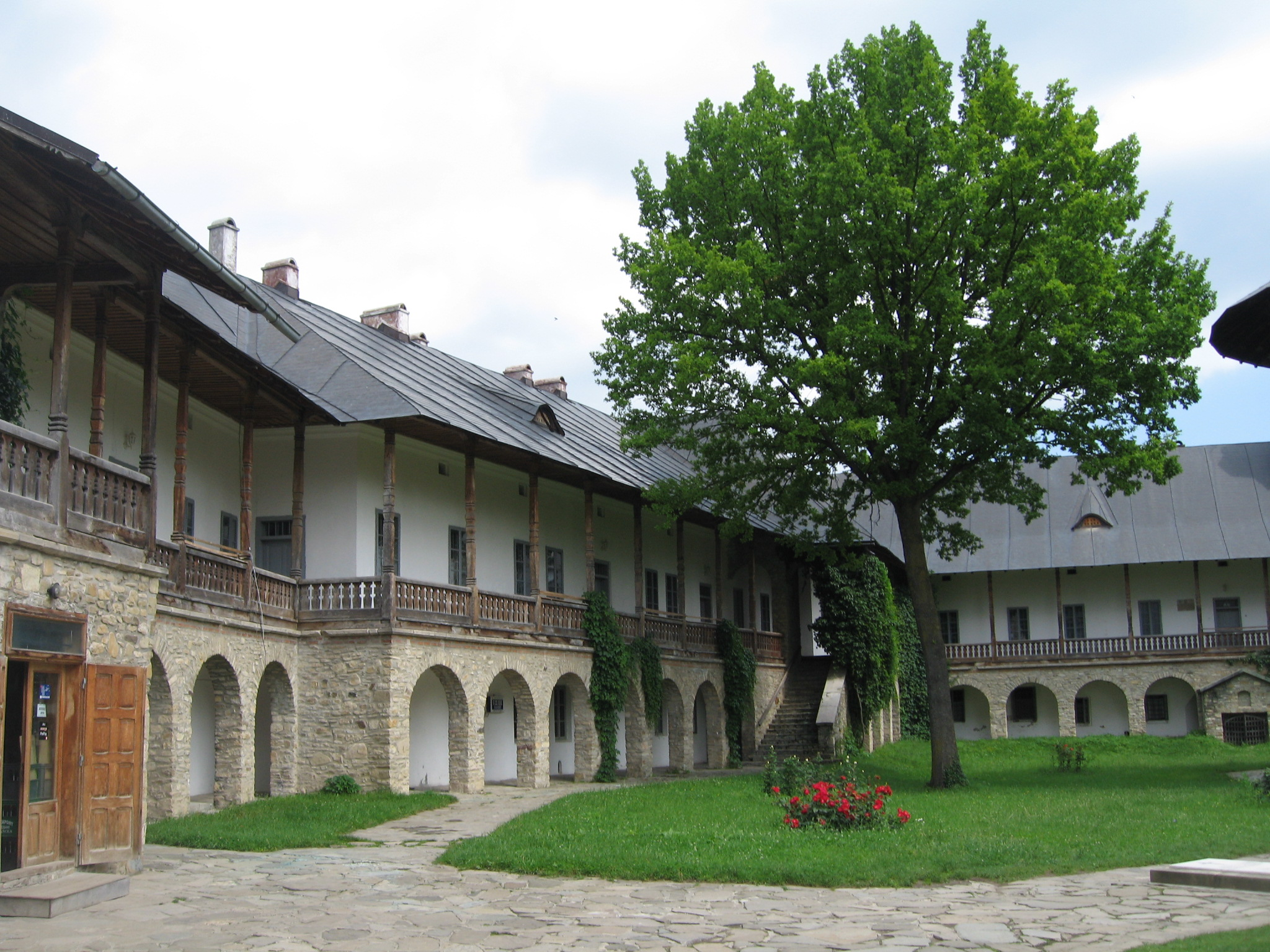
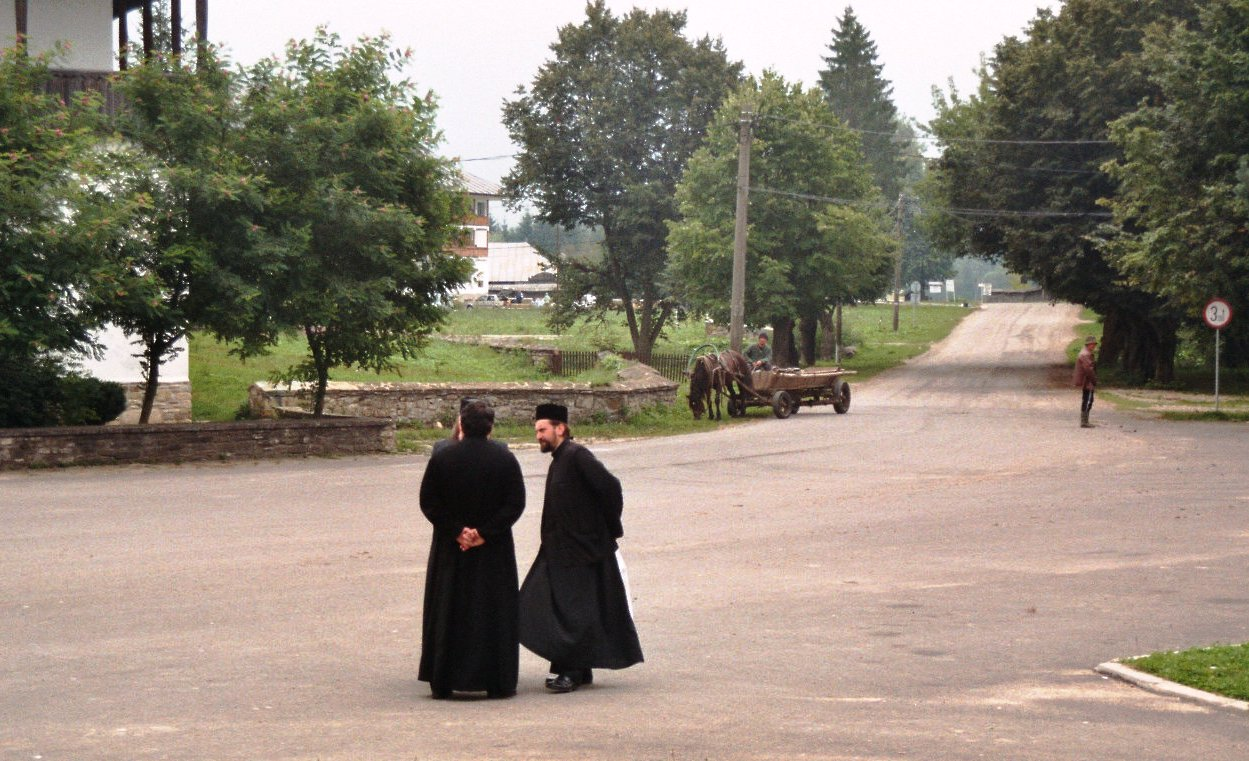
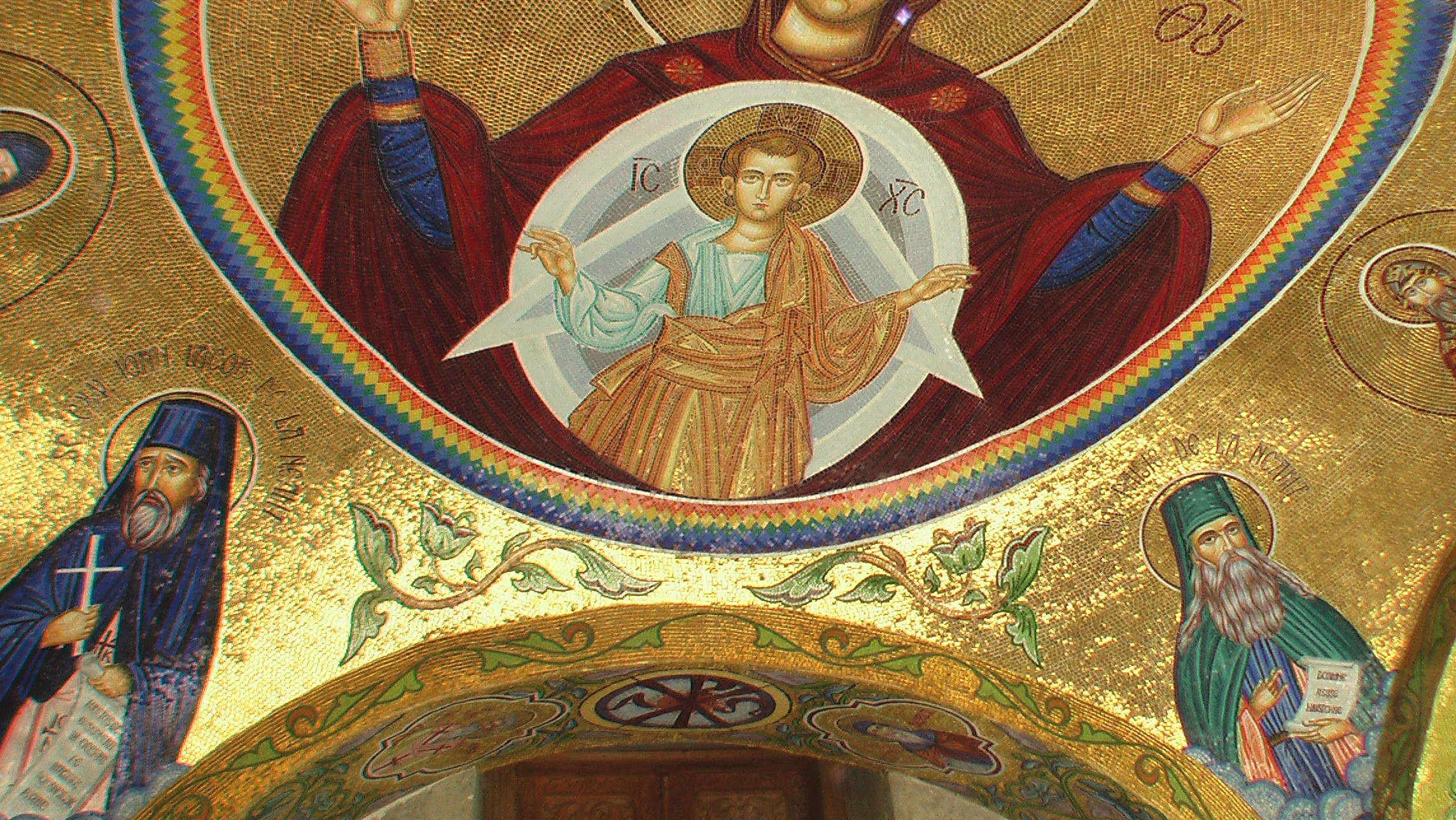
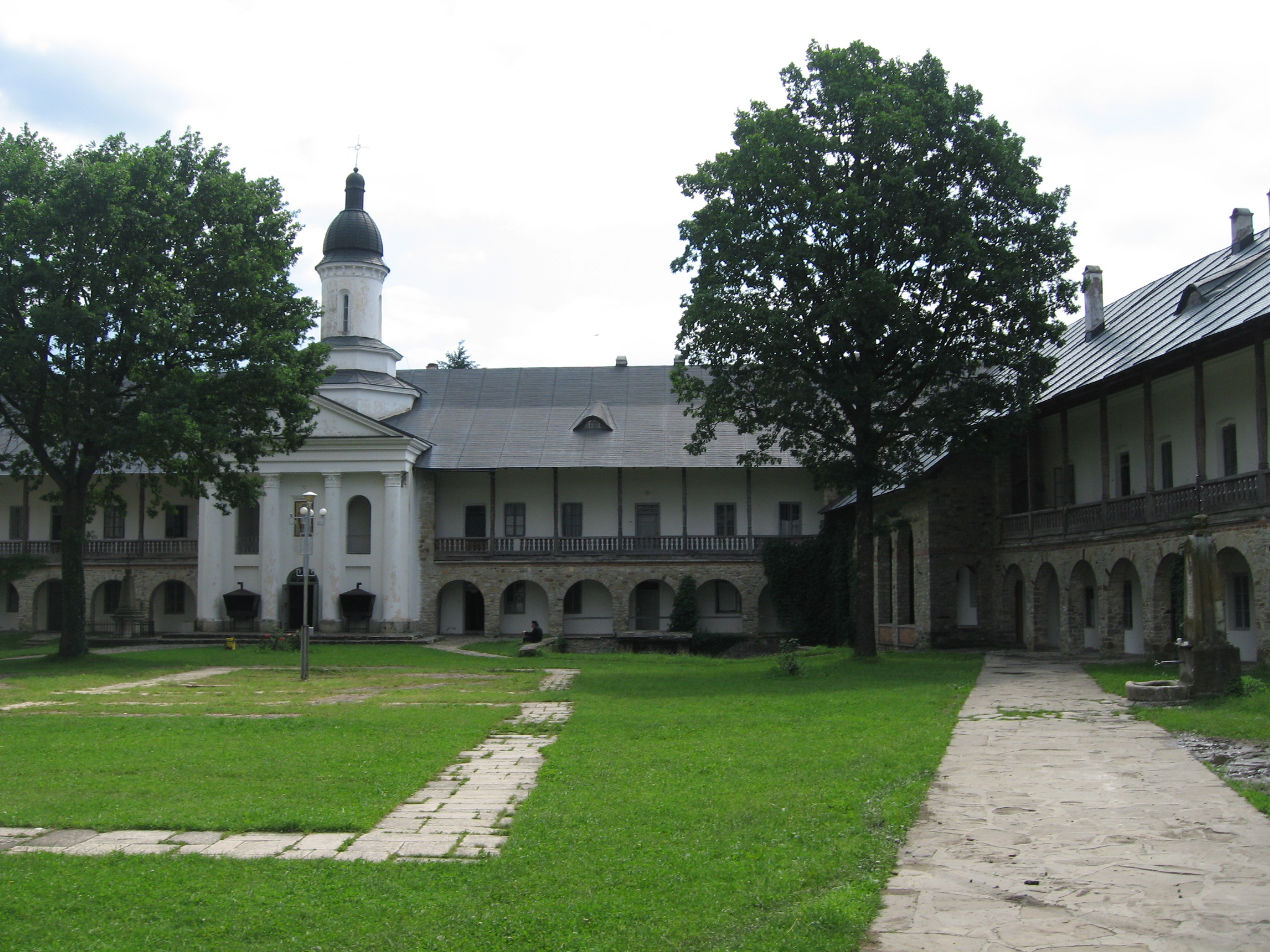
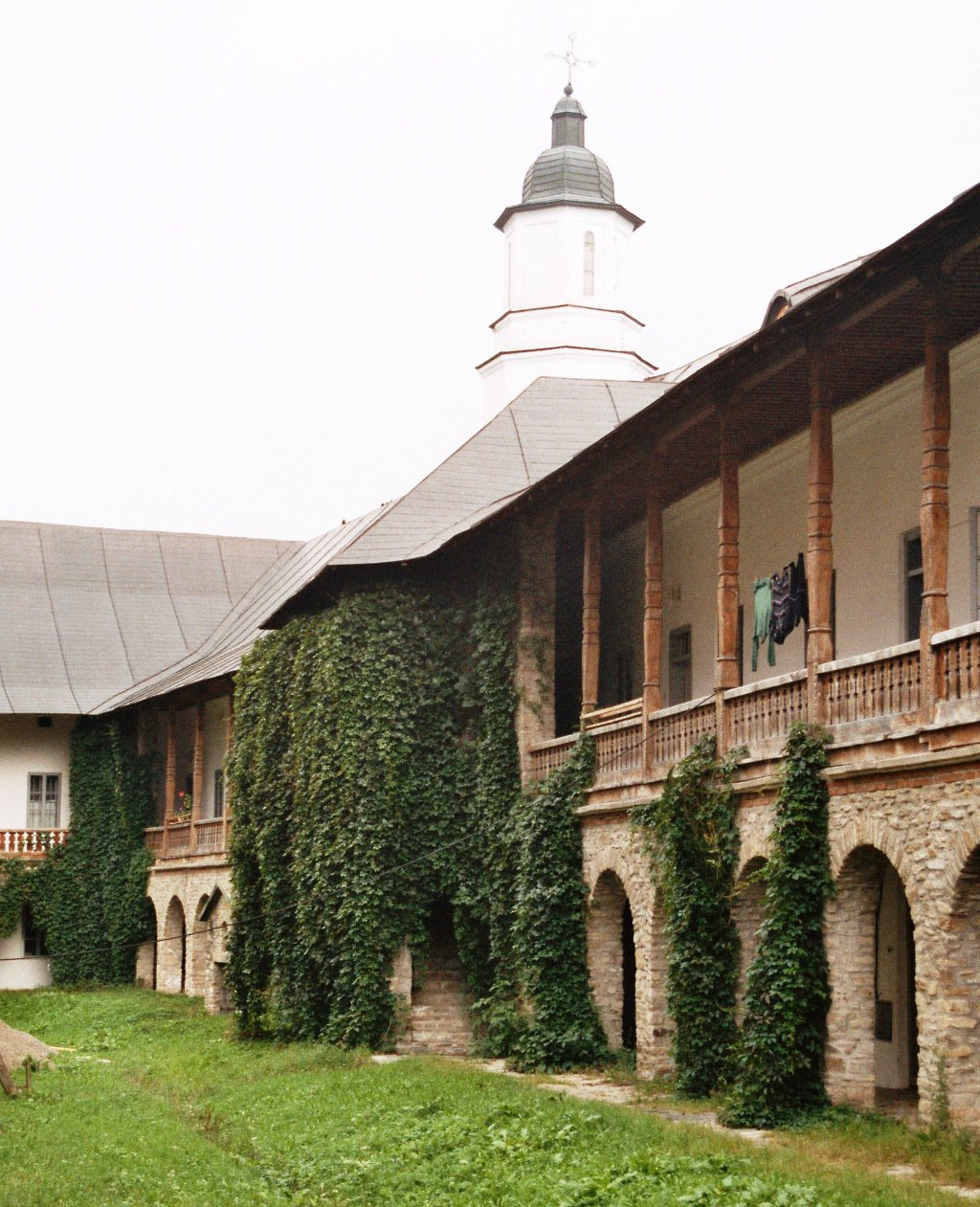
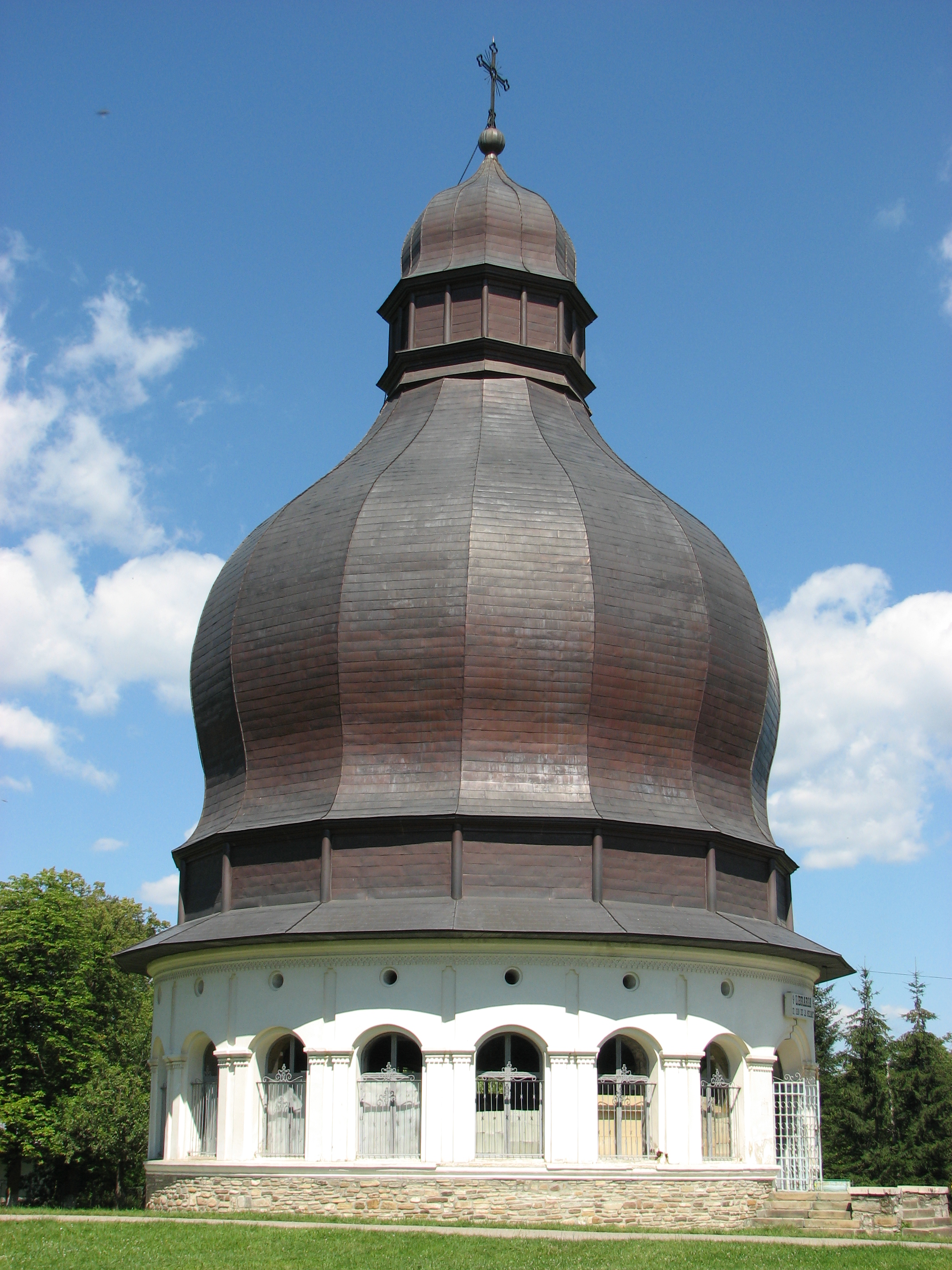
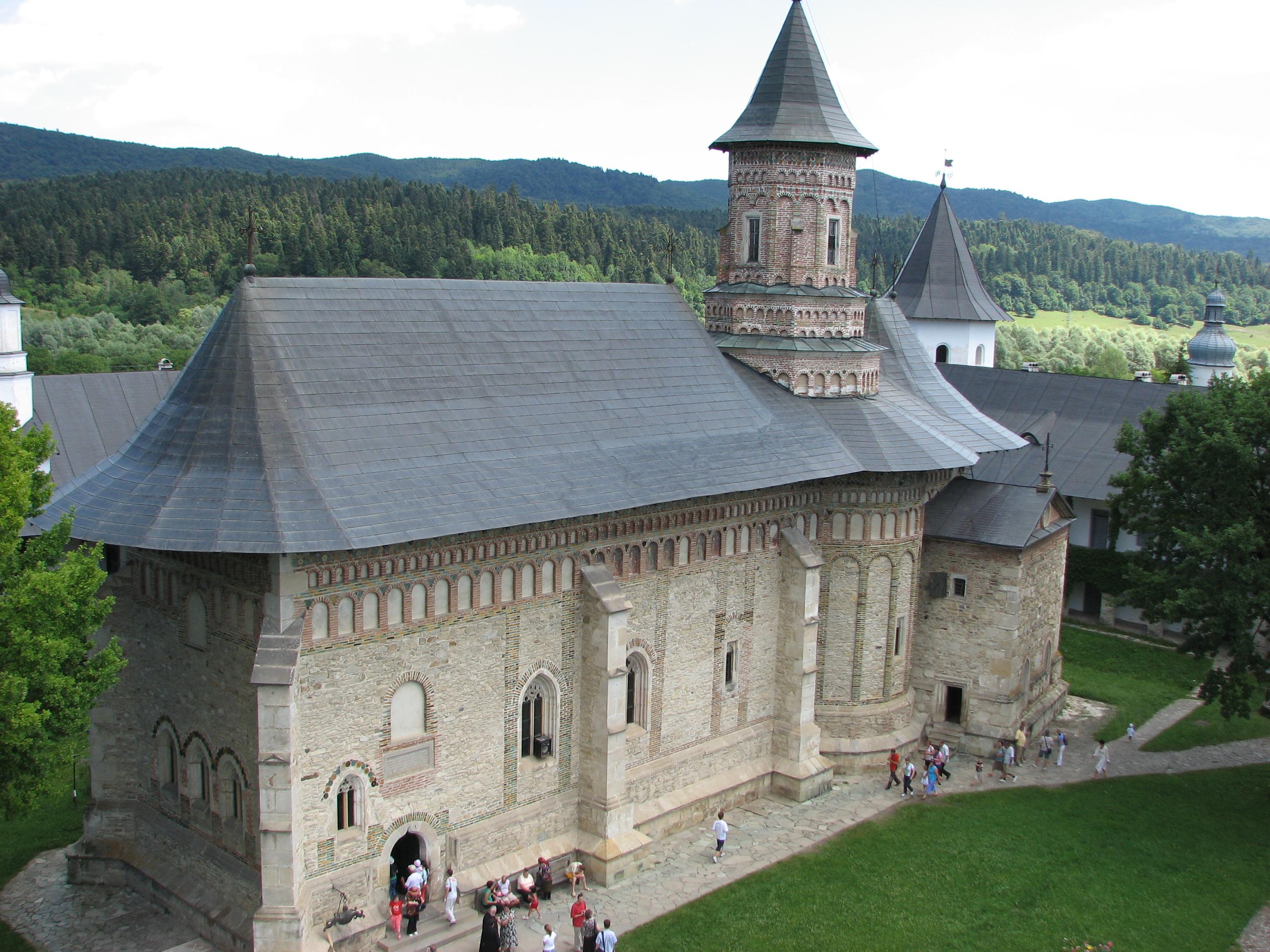
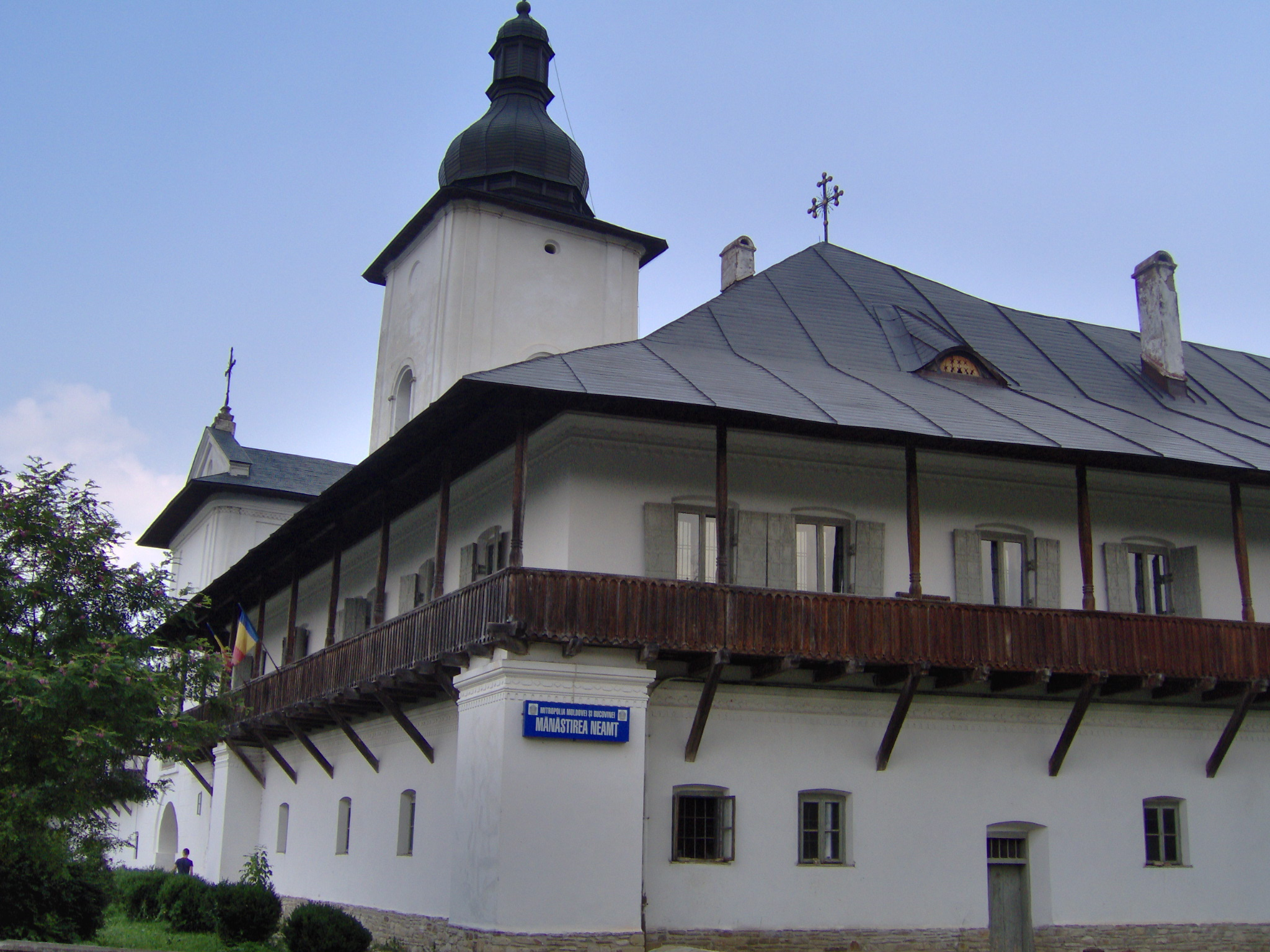